# (1328) Devota
(1328) Devota es un asteroide perteneciente al cinturón exterior de asteroides descubierto el 21 de octubre de 1925 por Benjamin Jekhowsky desde el observatorio de Argel-Bouzaréah, Argelia.

## Designación y nombre
Devota fue designado inicialmente como 1925 UA.
Más adelante, se nombró en honor del astrónomo argentino Fortunato Devoto, quien fuera director del observatorio de La Plata.

## Características orbitales
Devota está situado a una distancia media de 3,504 ua del Sol, pudiendo acercarse hasta 3,031 ua. Tiene una excentricidad de 0,1351 y una inclinación orbital de 5,766°. Emplea en completar una órbita alrededor del Sol 2396 días.